# Brotogeris cyanoptera
La catita aliazul (Brotogeris cyanoptera), también conocida como pihuicho ala azul, es una especie de ave del género Brotogeris, de la familia de los loros (Psittacidae), y ampliamente distribuida por la cuenca amazónica, en Perú, Bolivia, Venezuela, Colombia y el este de Ecuador.

## Descripción
Esta ave mide de 18 a 20 cm y pesa cerca de 67 g. Tiene la cola corta y aguda. Su pico es amarillento opaco y tiene el cuerpo principalmente verde con la parte interior de la coronilla amarillenta y la barbilla naranja. Sus plumas primarias y cobertoras alares internas son azul cobalto y la superficie inferior de las rémiges verde azulosa.

## Diferencias
Se distinguen tres subespecies B. c. cyanoptera, B. c. gustavi y B. c. beniensis. En Colombia sólo se encuentra la subespecie cyanoptera.